# CloneCD
CloneCD era un programari propietari per a la clonació de CDs i DVDs de música i dades, capaç de fer còpies exactes, fins i tot de discs protegits, esquivant diversos sistemes de gestió de drets digitals (DRM).
CloneCD creava imatges del disc en el seu propi format de fitxer, CloneCD Control File (.ccd).
CloneCD va ser originalment escrit per Oliver Kastl i ofert per l'empresa suïssa Elaborate Bytes, però a causa dels canvis en llei de drets d'autor europea, es van veure obligats a retirar-lo del mercat.
A partir de juny de 2024, CloneCD ja no està disponible per a la compra i sembla haver estat abandonat.